# Durin II
Durin II es un personaje ficticio creado por el escritor británico J. R. R. Tolkien para ambientar las historias de su universo imaginario. Se trata de un enano, rey de la Casa de Durin, el segundo de ese nombre, nacido a finales de la Primera Edad del Sol, que gobernó la gran ciudad subterránea de Khazad-dûm hasta mediados de la Segunda Edad del Sol.
Como a todos «los Durin» tras Durin I, se le dio el nombre del primero de los Siete Padres de los Enanos porque le recordaba tanto en apariencia como en carácter, hasta tal punto que entre los enanos circulaba la creencia de que era su reencarnación, leyenda que Tolkien no confirma como verídica para su mundo secundario en ninguno de sus escritos.
Poco escribió Tolkien sobre su reinado, tan sólo indicaciones de que los Enanos de Khazad-dûm estaban en una confederación con los hombres de los valles del Anduin, mediante la que los hombres proporcionaban alimento a los enanos a cambio de armas y joyas fabricadas en Khazad-dûm. Esta cooperación continuó hasta el reinado de Durin IV.
Se cree que es a este Durin al que refieren las runas escritas en la Puerta Este de Moria, donde se podía leer: Las Puertas de Durin, Señor de Moria. Habla, amigo, y entra.